# U-17-Fußball-Europameisterschaft der Frauen 2021
Die U-17-Fußball-Europameisterschaft der Frauen 2021 (offiziell 2021 UEFA Women's Under-17 Championship) sollte die dreizehnte Ausspielung dieses Wettbewerbs für Fußballspielerinnen unter 17 Jahren (Stichtag: 1. Januar 2004) sein und vom 2. bis 14. Mai 2021 auf den Färöer stattfinden. Am 18. Dezember 2020 wurde das Turnier aufgrund der COVID-19-Pandemie abgesagt.
Das Turnier wurde am 24. September 2019 an die Färöer vergeben. An der Endrunde sollten acht Mannschaften teilnehmen, die ursprünglich in vier Gruppen und danach im K.-o.-System gegeneinander antreten. Da schon die U-17-Europameisterschaft 2020 aufgrund der COVID-19-Pandemie nicht hatte stattfinden können, war die deutsche Mannschaft als Europameister 2019 weiterhin Titelverteidiger.

## Qualifikation
Zum Zeitpunkt der Absage des Turniers war neben dem vorgesehenen Gastgeber Färöer noch keines der sieben verbleibenden Teams für die Endrunde qualifiziert. Sie sollten in zwei Qualifikationsrunden ermittelt werden, von denen die „Qualifikationsrunde“ im Herbst 2020 und die „Eliterunde“ im Frühjahr 2021 stattfinden sollte. Aufgrund der COVID-19-Pandemie wurde die Qualifikationsrunde am 18. Juli 2020 zunächst auf Februar 2021 verschoben und die Eliterunde durch Play-offs der zwölf Gruppensieger und der beiden besten Zweitplatzierten ersetzt. Am 18. Dezember 2020 wurde das Turnier schließlich abgesagt.

### Qualifikationsrunde
In der ersten Qualifikationsrunde sollten alle 48 gemeldeten Mannschaften die Teilnehmer an der zweiten Qualifikationsrunde ausspielen. Die Mannschaften wurden auf zwölf Gruppen zu je vier Mannschaften aufgeteilt, in denen jedes Team einmal gegen jedes andere in Form eines Miniturniers spielen sollte. Die Auslosung der Gruppen fand am 29. November 2019 im schweizerischen Nyon statt. Die Miniturniere sollten jeweils im Land eines der vier Gruppenteilnehmer im Herbst 2020 und später im Februar 2021 ausgetragen werden. Die zwölf Gruppensieger und Gruppenzweiten sowie die vier besten Gruppendritten hätten sich für die Eliterunde qualifiziert, wobei bei der Ermittlung der besten Gruppendritten nur die Ergebnisse gegen die ersten beiden Teams der Gruppe berücksichtigt wurden. Nach der Anpassung des Modus hätten sich die zwölf Gruppensieger sowie die beiden besten Gruppenzweiten für die Play-offs qualifiziert, die die Eliterunde ersetzen sollten.
Die Auslosung ergab folgende Gruppen:
| Pos. | Gruppe 1 | Gruppe 2      | Gruppe 3       | Gruppe 4   | Gruppe 5    | Gruppe 6     |
| ---- | -------- | ------------- | -------------- | ---------- | ----------- | ------------ |
|      | Finnland | Deutschland   | Irland         | Dänemark   | Spanien     | England      |
|      | Ungarn   | Belgien       | Portugal 1     | Schweiz 1  | Russland    | Slowenien    |
|      | Türkei 1 | Aserbaidschan | Wales          | Slowakei   | Bulgarien 1 | Nordirland 1 |
|      | Israel   | Malta 1       | Nordmazedonien | Kasachstan | Armenien    | Moldau       |

| Pos. | Gruppe 7   | Gruppe 8   | Gruppe 9    | Gruppe 10  | Gruppe 11                 | Gruppe 12    |
| ---- | ---------- | ---------- | ----------- | ---------- | ------------------------- | ------------ |
|      | Frankreich | Polen      | Niederlande | Italien    | Norwegen                  | Österreich   |
|      | Island     | Serbien    | Schweden    | Schottland | Tschechien                | Griechenland |
|      | Ukraine    | Kroatien 1 | Rumänien    | Belarus 1  | Bosnien und Herzegowina 1 | Litauen 1    |
|      | Estland 1  | Montenegro | Albanien 1  | Lettland   | Georgien                  | Kosovo       |

### Eliterunde
In der Eliterunde sollten ursprünglich die 28 qualifizierten Nationen auf sieben Gruppen zu je vier Mannschaften aufgeteilt werden, in denen jedes Team einmal gegen jedes andere in Form eines Miniturniers gespielt hätte. Die Miniturniere wären jeweils im Land eines der vier Gruppenteilnehmer im März 2021 ausgetragen worden. Wegen der COVID-19-Pandemie sollten sie durch Play-offs ersetzt werden, an denen die zwölf Gruppensieger sowie die beiden besten Gruppenzweiten teilgenommen hätten. Die sieben Gruppen- bzw. Play-off-Sieger hätten sich für die EM-Endrunde qualifiziert.

## Spielorte
Das Turnier sollte an den beiden Spielorten Tórshavn und Toftir stattfinden.
| Tórshavn |

| Toftir |

| Tórshavn |

| Toftir |